# Lorenzo Bernardi
Lorenzo Bernardi (Trento, 11 de agosto de 1968) é um ex-jogador de voleibol da Itália que competiu nos Jogos Olímpicos de 1988, 1992 e 1996.
Em 1988, ele participou de seis jogos e o time italiano finalizou na nona colocação na competição olímpica. Quatro anos depois, ele jogou em oito confrontos e terminou na quinta posição com o conjunto italiano no campeonato olímpico de 1992. Bernardi fez a sua última participação em Olimpíadas nos jogos de 1996, conquistando a medalha de prata com a equipe italiana no torneio olímpico, no qual atuou em oito partidas.
Bernardi é o terceiro maior pontuador da história do Campeonato Italiano masculino com 9.034 pontos.